# Tyrannion (Bischof)
Tyrannion (auch: Tyrannos) († um 308) war Bischof von Antiochien als Nachfolger des Kyrillos I.
Tyrannion – der Name weist auf die Herkunft aus der Stadt Tyros hin – amtierte zu Beginn des 4. Jahrhunderts. Über ihn ist recht wenig bekannt, selbst die Datierung seiner Amtszeit ist unsicher: Nach einigen Angaben amtierte er in den Jahren 299–308, nach anderen in den Jahren 304–314.